# Luboš Buchta
Lubomír Buchta detto Luboš (Nové Město na Moravě, 16 maggio 1967) è un ex fondista ceco.
Fino alla dissoluzione della Cecoslovacchia (1993) gareggiò per la nazionale cecoslovacca.

## Biografia
In Coppa del Mondo ottenne il primo risultato di rilievo il 7 gennaio 1989 a Kavgolovo (9°) e l'unico podio il 14 marzo 1992 a Vang (3°).
In carriera prese parte a tre edizioni dei Giochi olimpici invernali, Albertville 1992 (13° nella 30 km, 7° nella staffetta), Lillehammer 1994 (26° nella 10 km, 20° nella 50 km, 24° nell'inseguimento, 8° nella staffetta) e Nagano 1998 (52° nella 10 km, non conclude la 30 km, 13° nella 50 km, 50° nell'inseguimento), e a quattro dei Campionati mondiali (5° nella 10 km a Val di Fiemme 1991 il miglior piazzamento).

## Palmarès

### Coppa del Mondo
- Miglior piazzamento in classifica generale: 17º nel 1992
- 1 podio (individuale[1]):
  - 1 terzo posto